# Steve Jablonsky
Steve Jablonsky (Los Angeles, 9 ottobre 1970) è un compositore statunitense, autore di colonne sonore per film, telefilm e videogiochi.
È conosciuto in particolar modo per le colonne sonore dei film The Island, Transformers, Transformers - La vendetta del caduto, Transformers 3, Transformers 4 - L'era dell'estinzione, la colonna sonora della serie televisiva Desperate Housewives e le colonne sonore dei videogiochi Gears of War 2 e The Sims 3.
Il suo brano di maggior successo è My Name is Lincoln, contenuto nella colonna sonora del film The Island e utilizzato successivamente nei trailer cinematografici del film Elizabeth: The Golden Age nel 2007, del film Sette anime del 2008 e del film Avatar nel 2009.

## Biografia
Steve Jablonsky ha studiato composizione all'Università della California di Berkeley dove ha poi conseguito la laurea in studi musicali. In seguito ha lavorato per due anni come assistente di Harry Gregson-Williams alla Remote Control Productions, società di produzione musicale diretta da Hans Zimmer  dove attualmente lavora .
Il successo al cinema arriva con il film Non aprite quella porta (2003), per il quale Jablonsky scrive l'intera colonna sonora . La sua fama internazionale cresce e si consolida con i film The Island, Transformers (Vincendo un BMI Film Music Award) e Transformers - La vendetta del caduto, tutti diretti dal regista Michael Bay.
In televisione è tra i compositori delle musiche della serie televisiva Desperate Housewives .
Steve Jablonsky lavora anche nell'ambito videoludico: ha scritto infatti varie colonne sonore per videogiochi, tra cui Gears of War 2 e The Sims 3.

## Colonne sonore

### Cinema
- Il senso di Smilla per la neve, regia di Bille August - Musica addizionale (1997)
- L'impostore, regia di Jonas Pate - Musica addizionale (1997)
- Border to Border, regia di Thomas Whelan (1998)
- Sorrow's Child, regia di Unjoo Moon (1998)
- Armageddon - Giudizio finale, regia di Michael Bay - Musica addizionale (1998)
- Z la formica, regia di Eric Darnell e Tim Johnson - Musica addizionale (1998)
- Nemico pubblico, regia di Tony Scott - Musica addizionale (1998)
- Una voce per gridare, regia di Craig Bolotin - Musica addizionale (1999)
- The Match, regia di Mick Davies - Musica addizionale (1999)
- Galline in fuga, regia di Peter Lord e Nick Park - Musica addizionale (2000)
- T come Tigro... e tutti gli amici di Winnie the Pooh, regia di Jun Falkenstein e Nick Bates - Musica addizionale (2000)
- Hannibal, regia di Ridley Scott - Musica addizionale (2001)
- Pearl Harbor (film), regia di Michael Bay - Musica addizionale (2001)
- La maledizione della prima luna, regia di Gore Verbinski - Musica addizionale (2003)
- Bad Boys II, regia di Michael Bay - Musica addizionale (2003)
- Spirit - Cavallo selvaggio, regia di Kelly Asbury e Lorna Cook - Musica addizionale (2003)
- Non aprite quella porta, regia di Marcus Nispel (2003)
- L'ultima alba, regia di Antoine Fuqua - Musica addizionale (2003)
- Steamboy, regia di Katsuhiro Ōtomo (2004)
- Team America: World Police, regia di Trey Parker - Musica addizionale (2004)
- Amityville Horror, regia di Andrew Douglas (2005)
- The Island, regia di Michael Bay (2005)
- Non aprite quella porta - L'inizio, regia di Jonathan Liebesman (2006)
- The Hitcher, regia di Dave Meyers (2007)
- Dragon Wars, regia di Shim Hyung-rae (2007)
- Transformers, regia di Michael Bay (2007)
- Venerdì 13, regia di Marcus Nispel (2009)
- Transformers - La vendetta del caduto, regia di Michael Bay (2009)
- Nightmare, regia di Samuel Bayer (2010)
- Sua Maestà, regia di David Gordon Green (2010)
- Transformers 3, regia di Michael Bay (2011)
- Pain & Gain - Muscoli e denaro, regia di Michael Bay (2013)
- Lone Survivor, regia di Peter Berg (2013)
- Ender's Game, regia di Gavin Hood (2013)
- Transformers 4 - L'era dell'estinzione, regia di Michael Bay (2014)
- The Last Witch Hunter - L'ultimo cacciatore di streghe, regia di Breck Eisner (2015)
- Tartarughe Ninja - Fuori dall'ombra, regia di Dave Green (2016)
- Deepwater - Inferno sull'oceano, regia di Peter Berg (2016)
- Transformers - L'ultimo cavaliere, regia di Michael Bay (2017)
- Skyscraper, regia di Rawson Marshall Thurber (2018)
- Bloodshot, regia di Dave Wilson (2020)
- Spenser Confidential, regia di Peter Berg (2020)
- Red Notice, regia di Rawson Marshall Thurber (2021)
- Borderlands, regiad di Eli Roth (2024)

### Televisione
- Lost Subs: Disaster Under the Sea (2002)
- AFP: American Fighter Pilot (2002)
- Live from Baghdad (2002)
- Threat Matrix (2003)
- Seven Wonders of the Industrial World (2003) - (Co-compositore)
- Desperate Housewives (2004) - (Co-compositore)
- Contender (2005)
- Threshold (2005) - (Co-compositore)
- Him and Us (2006)
- The last ship (2014)

### Videogiochi
- Command & Conquer 3: Tiberium Wars (2007)
- Transformers: The Game (2007)
- Command & Conquer 3: Kane's Wrath (2008)
- Gears of War 2 (2008)
- The Sims 3 (2009)
- The Sims 3: Travel Adventures (2009)
- Transformers - La vendetta del caduto (videogioco) (2009) - (Co-compositore)
- Gears of War 3 (2011)

## Premi e nomination
- 2003 - Vincitore del BMI Film Music Award per il film Non aprite quella porta
- 2007 - Vincitore del BMI Film Music Award per il film Transformers